# Petrusa torus
Petrusa torus är en insektsart som beskrevs av Caldwell och Martorell 1951. Petrusa torus ingår i släktet Petrusa och familjen Flatidae. Inga underarter finns listade i Catalogue of Life.